# Tagea Brandt

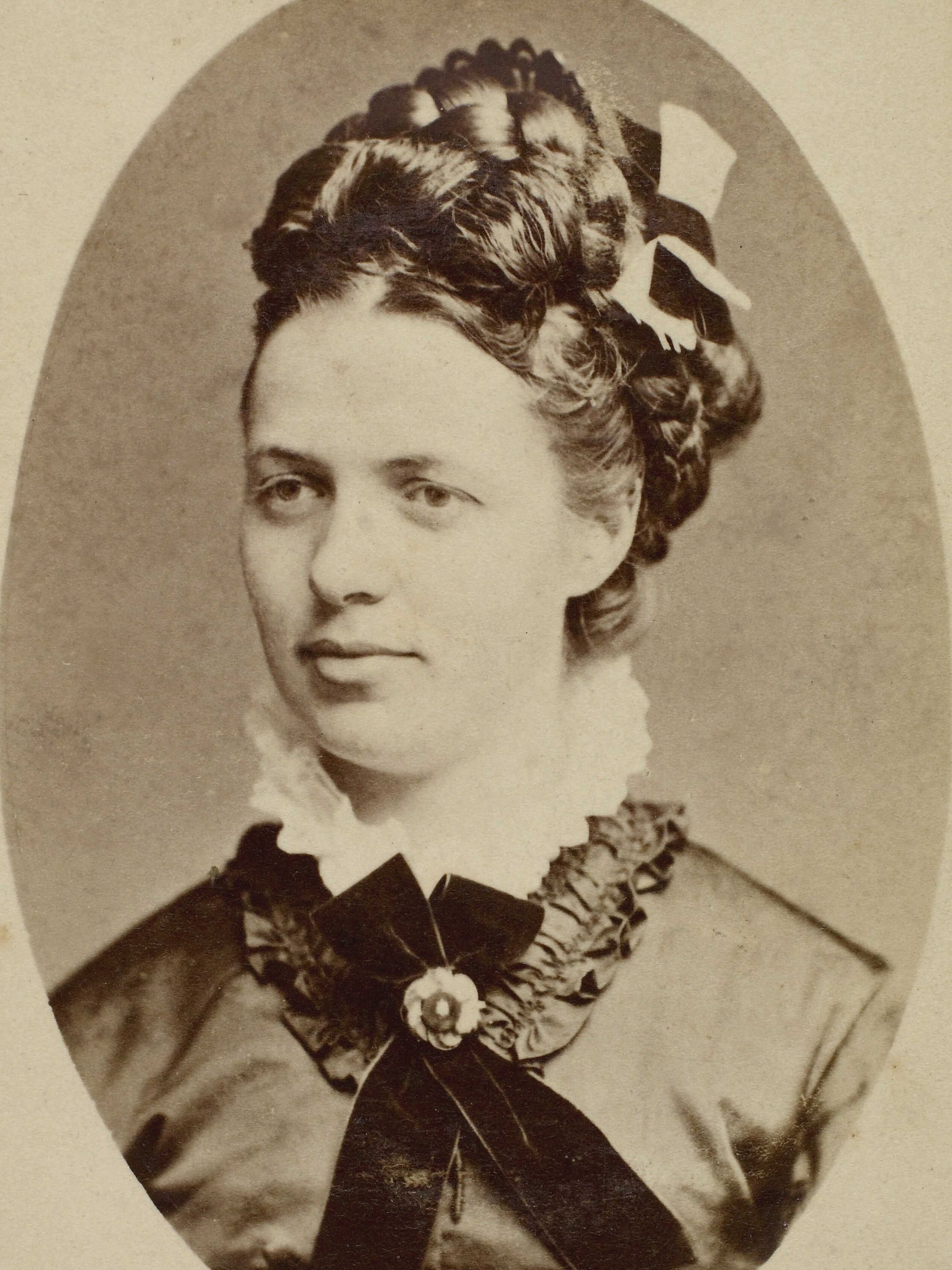

Tagea Dorothea Brandt (Kopenhagen, 17 maart 1847 – Odense, 6 juni 1882) was een Deense feminist. 

## Gezin
Brandt werd op 17 maart 1847 in Kopenhagen geboren als Tagea Rovsing. Haar vader, Kristen Rovsing, was politicus en directeur van een elitaire privéschool voor jongens en mannen. Haar moeder, Marie Rovsing-Schack, was een actief voorvechtster van vrouwenrechten, en bestuurslid van de Dansk Kvindesamfund (het Deense vrouwenverbond, 's werelds oudste vrouwenrechtenorganisatie). Ze behoorde zo tot de pioniers van wat later de Eerste feministische golf zou heten in een tijd waarin vrouwen nog geen stemrecht hadden en waarin er nog gescheiden onderwijs was.
Tagea Rovsing was het oudste kind van het gezin, dat verder bestond uit haar broer (Niels, 1850) en zus (Estrid, 1853). Ze ging naar de 'Døtreskolen af 1791' in Kopenhagen, de oudste en een van de weinige meisjesscholen in Denemarken, die als progressief te boek stond. Toen ze 14 was werd ze door haar ouders naar Parijs gestuurd om daar Frans te leren. 
Via haar moeder kwam ze net als haar zus in aanraking met de Deense vrouwenbeweging. 
Met haar vriendin Sophie Alberti, richtte ze in 1872 de Kvindelig Læseforening (vrouwenleesclub) op, waarvan ze van 1877-1880 secretaris was, en Sophie voorzitter. Haar moeder en zus werden ook lid van deze club.
In 1881 trouwde Tagea Rovsing met de Deense industrieel Vilhelm Brandt (1854–1921), die ze tien jaar eerder had leren kennen. Hij was samen met zijn broer eigenaar van een textielfabriek en -ververij in Odense, een familiebedrijf sinds 1744. Vanaf dat moment was ze niet meer actief in de vrouwenbeweging.
In 1882, een half jaar na haar bruiloft, stierf ze aan een ongeneeslijke bloedziekte. Haar man zou daar nooit meer overheen komen. Tagea ligt begraven op Assistens Kirkegård in Odense.

## Legaat
Ter nagedachtenis aan zijn vrouw stelde haar weduwnaar in 1905 het 'Tagea Brandt Rejselegat' (reislegaat) in. Deze Deense prijs wordt sinds 1924, een paar jaar na de dood van Vilhelm, jaarlijks op haar geboortedag (17 maart) in de vorm van een beurs toegekend aan doorgaans 2-3 vrouwen die een significante bijdrage hebben geleverd aan wetenschap, literatuur of kunst. Heden ten dage is het een van de grotere cultuurprijzen die in Denemarken worden toegekend.